# Season of Mist
Season of Mist — незалежний лейбл звукозапису і дистриб'ютор з дочірніми підрозділами у Марселі (Франція) та Філадельфії (США). Заснований 1996 року Майклом С. Берберіаном. Спочатку спеціалізувався виключно на блек-метал і дез-метал гуртах, але згодом у каталозі лейблу можна було зустріти й гурти, що грають готік-метал, панк, авангард-метал, треш, індастріал та інші стилі. 
Season of Mist вважається одним із найпомітніших лейблів на метал сцені.
Назва лейблу запозичена з комедії «Сон літньої ночі» Вільяма Шекспіра.

## Найвідоміші артисти лейблу
- Astarte
- Black Funeral
- Carach Angren
- Christian Death
- Dying Fetus
- Darkspace
- Eluveitie
- Enslaved
- Finntroll
- Funeral
- Mar de Grises
- Moonsorrow
- Rotting Christ
- Reverend Bizarre
- Sadist
- Shape Of Despair
- Shining
- Sopor Aeternus
- Sólstafir
- Stoned Jesus
- The Gathering
- Within Temptation
- Heilung
- Drudkh

## Українські виконавці
Станом на 2022 рік, на лейблі підписані три українські гурти: Drudkh, Somali Yacht Club та Stoned Jesus